# Algérie (1931)
Algérie byl poslední a nejkvalitnější těžký křižník francouzského námořnictva. Byl jedinou lodí své třídy. Ve službě byl v letech 1934–1942. Za druhé světové války jej potopila vlastní posádka.

## Stavba

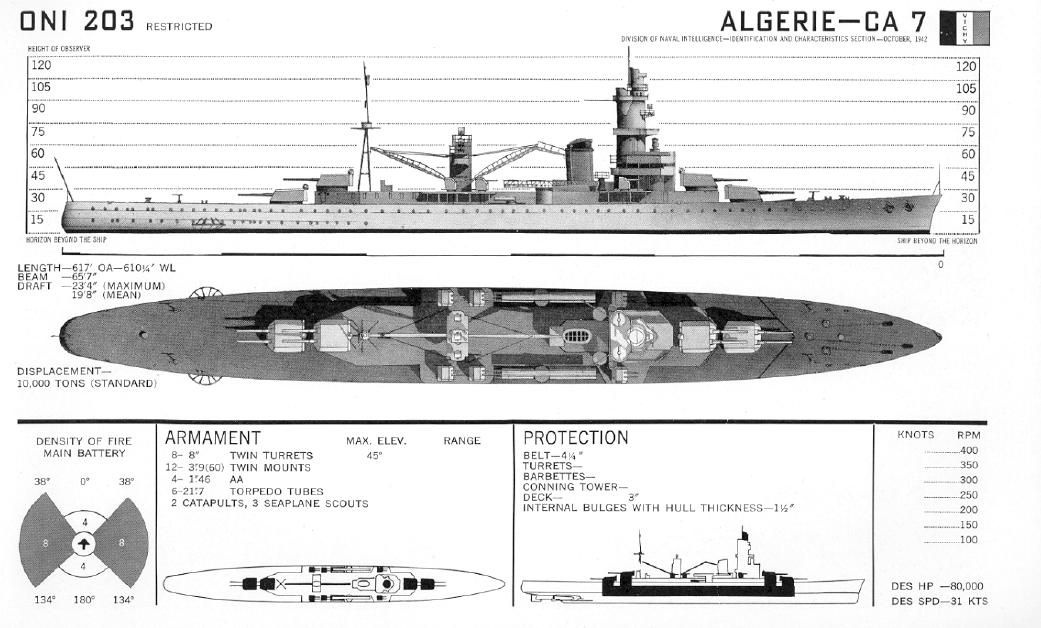
Schéma uspořádání plavidla

Křižník postavila francouzská loděnice Arsenal de Brest v Brestu. Stavba byla zahájena roku 1931, na vodu byl spuštěn 21. května 1932 a do služby byl přijat 15. září 1934.

## Konstrukce

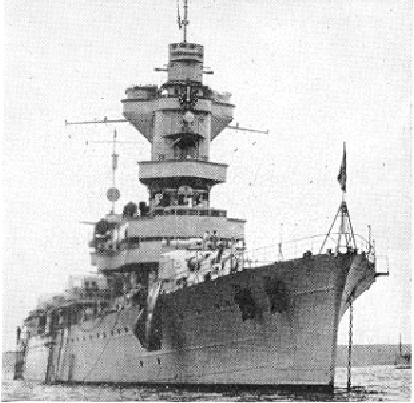
Algérie

Jako u předchozích lodí tříd Duquesne a Suffren byla hlavní výzbroj lodi, sestávající z osmi 203mm kanónů, soustředěna ve čtyřech dvoudělových věžích, umístěných po dvou na přídi a zádi lodi. Ty doplňovalo dvanáct 100mm kanónů ve dvoudělových věžích, osm protiletadlových 37mm kanónů a šestnáct 13,2mm kulometů. Loď také nesla dva trojité 550mm torpédomety. Byla vybavena jedním katapultem a až třemi hydroplány. Oproti předchozím lodí byly všechny její důležité části chráněny pancéřováním, které mělo sílu až 110 mm na bocích, 76 mm v případě paluby a 114 mm na čelech dělových věží.
Pohonný systém tvořilo šest kotlů a čtyři turbíny o výkonu 84 000 hp, pohánějící čtyři lodní šrouby. Nejvyšší rychlost dosahovala 31 uzlů. Dosah byl 8700 námořních mil při rychlosti 15 uzlů.

## Služba

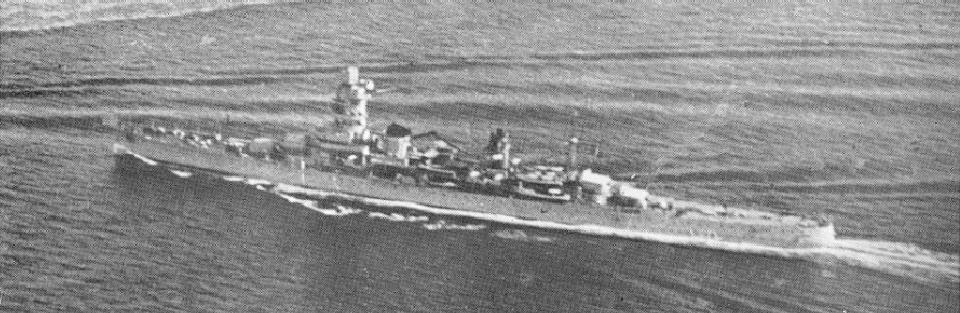
Algérie

Až do francouzské kapitulace loď operovala na straně spojenců, poté však zůstala podřízena vládě ve Vichy a kotvila v Toulonu. Její protiletadlová výzbroj byla během války zesílena o dalších osm 37mm kanónů a čtyři 13,2mm kulomety a byla také vybavena radarem. Po obsazení Vichistické Francie Německem byl Algérie dne 27. listopadu 1942 potopen vlastní osádkou, aby ho neukořistili Němci.